# Slay-Z
Slay-Z è il secondo mixtape della rapper statunitense Azealia Banks, pubblicato indipendentemente il 24 marzo 2016.

## Tracce
1. Riot (feat. Nina Sky) – 3:38
2. Skylar Diggins – 3:17
3. Big Talk (feat. Rick Ross) – 2:44
4. Can't Do It like Me – 2:44
5. The Big Big Beat – 3:36
6. Used to Being Alone – 2:39
7. Queen of Clubs – 4:29
8. Along the Coast – 3:12